# Henry Prentiss Armsby

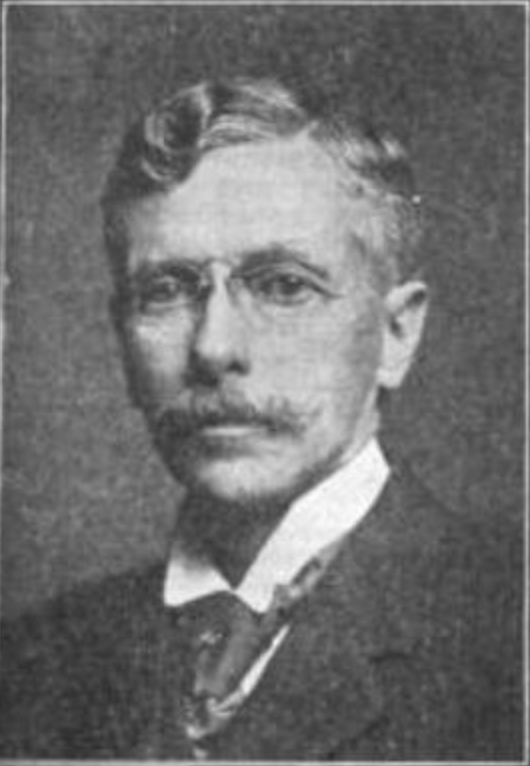
Henry Prentiss Armsby

Henry Prentiss Armsby (* 21. September 1853 in Northbridge, Massachusetts; † 19. Oktober 1921 in State College, Pennsylvania) war ein US-amerikanischer Agrarwissenschaftler am Pennsylvania State College. Seine wissenschaftlichen Verdienste liegen vor allem auf dem Gebiet der Tierernährung.

## Leben und Wirken
Armsby erwarb am Worcester County Free Institute of Industrial Science (heute Worcester Polytechnic Institute) 1871 einen Bachelor, 1874 an der Yale University einen Bachelor. Ein Studienjahr in Deutschland führte ihn zu Gustav Kühn nach Leipzig.
1876/77 war Armsby Dozent für Chemie am Rutgers College, bevor er 1877 als Chemiker an die erste landwirtschaftliche Versuchsstation der Vereinigten Staaten, die Agricultural Experiment Station in Connecticut berufen wurde. 1879 verlieh ihm die Yale University einen Ph.D., 1881 bis 1883 war er Professor für Agrochemie an der Storrs Agricultural School (später Connecticut Agricultural College der University of Connecticut). 1883 wurde Armsby als Professor an die Agricultural Experiment Station der University of Wisconsin–Madison berufen, 1887 an die Agricultural Experiment Station des Pennsylvania State College. 1907 wurde er deren Direktor und Gründungsdirektor des Institute of Animal Nutrition of Pennsylvania.
Armsby befasste sich vor allem mit den wissenschaftlichen Grundlagen der Fütterungslehre. Er entwickelte Methoden zur Bestimmung des Energieumsatzes von Nutzvieh (mittels direkter und indirekter Kalorimetrie) abhängig von Art und Umfang der Fütterung. Weitere umfangreiche Arbeiten und Kooperationen (unter anderem mit der Carnegie Institution of Washington und der New Hampshire Agricultural Experiment Station) befassten sich mit den Folgen von vorübergehendem Nahrungsentzug und erneuter Nahrungszufuhr bei Wiederkäuern.
Henry Prentiss Armsby war seit 1878 mit Lucy Atwood Harding (1853–1935) verheiratet. Sein Grab befindet sich auf dem Pine Hall Cemetery in State College, Pennsylvania.

## Schriften (Auswahl)
- Manual of cattle feeding, 1880
- The Principals of Animal Nutrition, 1903
- The Nutrition of Farm Animals, 1917
- The Conservation of Food Energy
- Mit C. Robert Moulton: The Animal as a Converter of Matter and Energy, 1925

## Auszeichnungen (Auswahl)

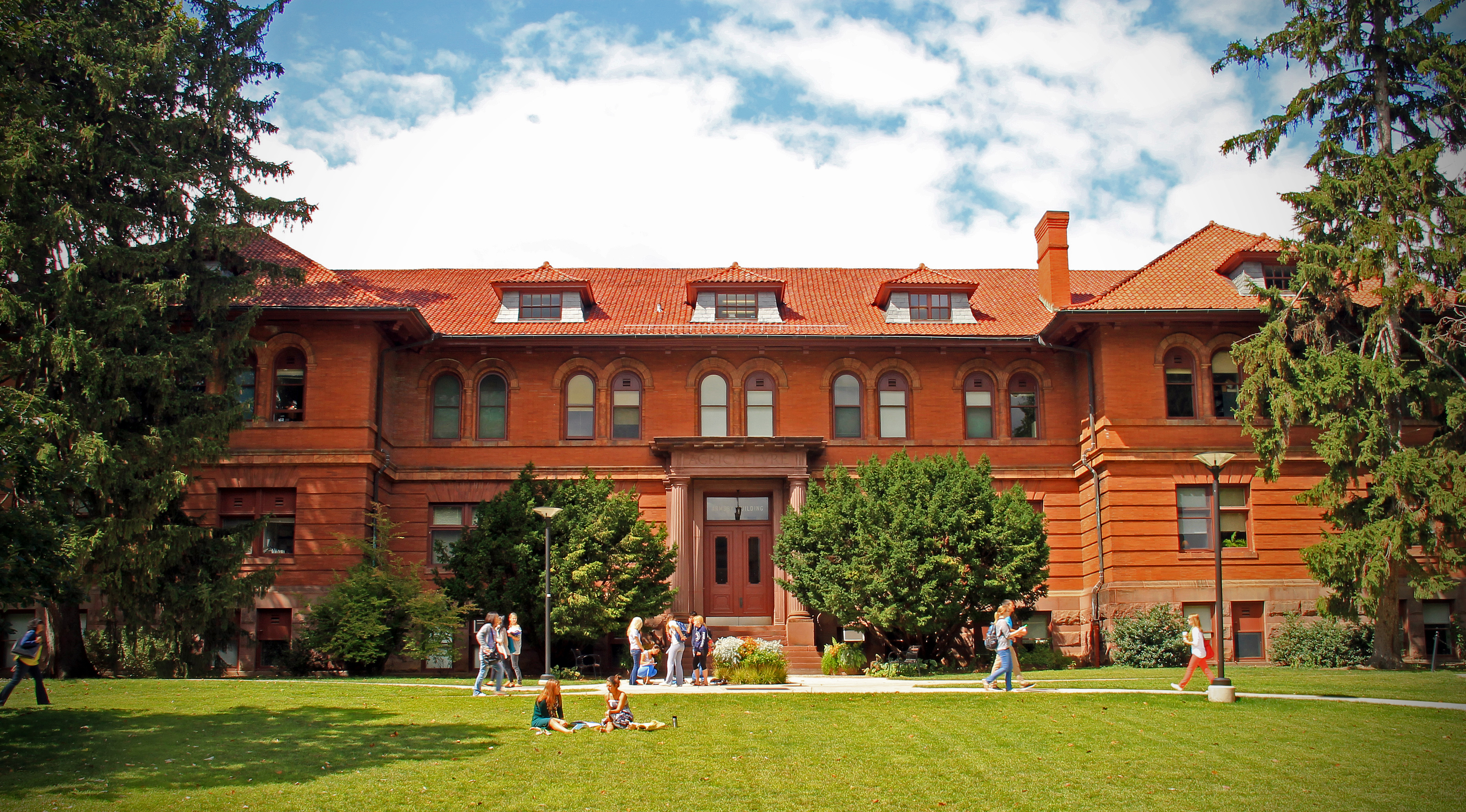
Armsby Building der Penn State University

- 1898/99 Präsident der Association of Agricultural Colleges and Experimental Stations
- 1904 Fellow der American Association for the Advancement of Science
- 1904 Ehrendoktorat der University of Wisconsin
- 1908–1911 Gründungspräsident der American Society of Animal Nutrition (heute American Society of Animal Science)[2][3]
- 1920 Mitglied der National Academy of Sciences[4]
- 1920 Ehrendoktorat der Yale University
- 1921 Ehrendoktorat des Worcester Polytechnic Institute
- 1956 wird an der Pennsylvania State University ein Lehrgebäude nach Armsby benannt.[5]